# Fasitoouta
Fasitoouta – miejscowość w Samoa, na wyspie Upolu. W 2016 roku liczyło 2 147 mieszkańców. Przemysł spożywczy, ośrodek turystyczny.